# Joachim Habrecht
 Joachim Habrecht (* um 1500 in Diessenhofen; † 1567 in Schaffhausen) war ein Uhrmacher, spezialisiert auf astronomische Uhren.

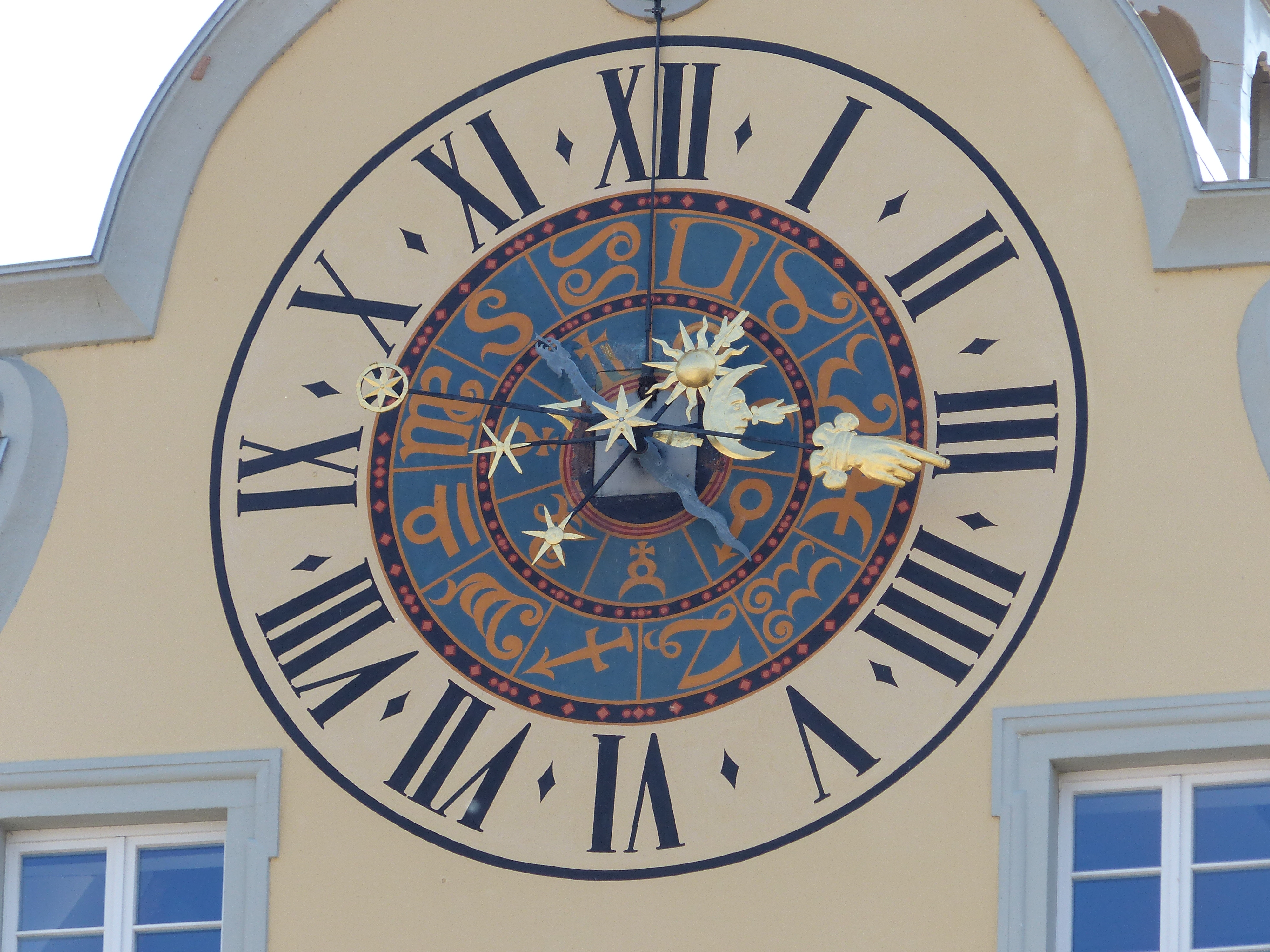
Astronomische Uhr am Fronwagturm

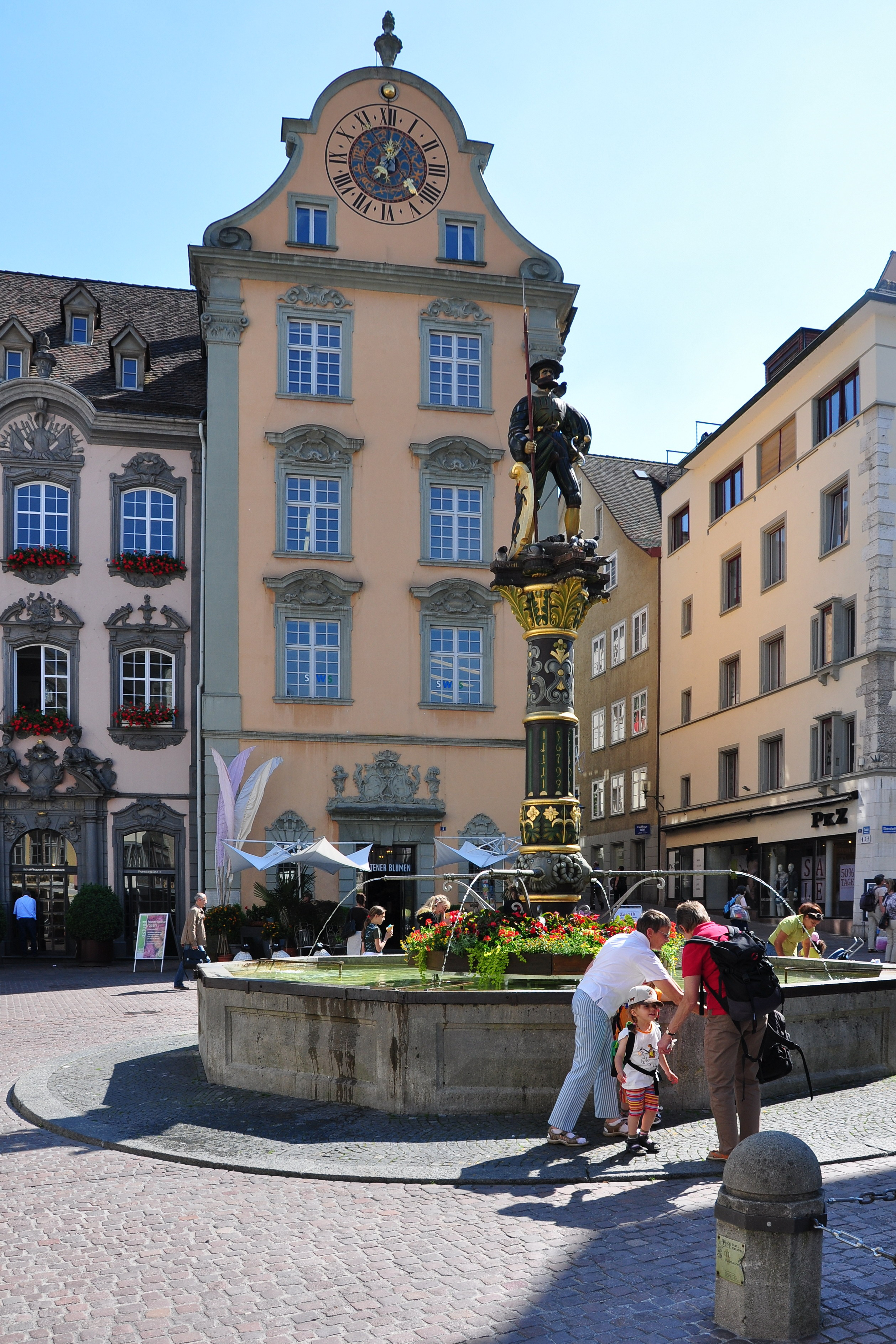
Fronwagturm

Joachim Habrecht wird erstmals um 1519 im Zusammenhang mit der Reparatur der alten Turmuhr in Bern genannt. 1537 heiratete er Magdalena Kauf aus Gaienhofen und wurde Bürger von Stein am Rhein. Joachim Habrecht hatte dreizehn Kinder. Isaak Habrecht war das siebente und Josias (geb. 1552) das zehnte. Sie erlernten, wie auch ihr Bruder Hans, das Uhrmacherhandwerk. Berühmtheit erlangten sie durch den Bau der astronomischen Uhr im Strassburger Münster, bei dem auch der Schaffhauser Maler Tobias Stimmer mitwirkte.
Das Bürgerrecht von Schaffhausen erwarb er am 5. Oktober 1540. Er übte seinen Beruf an der Neustadt aus, wo er ein Haus besass. Der gelehrte Mann, der Mathematik und die Gesetze der Astronomie beherrschte, hatte sich auf astronomische Räderuhren spezialisiert. Sein Ruf ging weit über die Stadtmauern von Schaffhausen hinaus. 1558 wählte der Rat Habrecht zum Glockenrichter (Stadtuhrenmacher) von Schaffhausen.

## Fronwagturmuhr
1561 erhielt er von der Stadt den Auftrag, eine Uhr für St. Johann und den Fronwagturm anzufertigen. Nebenbei arbeitete Habrecht eine komplizierte astronomische Uhr aus. Nach genauer Besichtigung und Prüfung kaufte sie der Rat von Schaffhausen und liess sie im Fronwagturm aufrichten zur „Zierde der Stadt und zum Ergötzen der Einheimischen und Gästen“.